# Ọmụgwọ
Ọmụgwọ   est un mot Igbo du sud-est du Nigéria qui décrit le processus par lequel un membre de la famille prend soin d'une nouvelle mère et de son bébé, dans un court laps de temps après l'accouchement.
L'ọmụgwọ peut être pratiqué au cours des 40 premiers jours de la vie d'un enfant ou plus. Dans la plupart des cas, c'est la grand-mère maternelle ou la grande-belle-mère maternelle de l'enfant qui reste pendant la période d'ọmụgwọ. En leur absence, la grand-mère paternelle remplacera la grand-mère maternelle ou la grand-belle-mère maternelle. Cette pratique est importante dans le sens où elle aide la nouvelle mère à apprendre et à être guidée dans le processus de garde d'enfants, à travers l'expérience de sa mère ou de sa belle-mère, qui la guide pour devenir mère, en fournissant des connaissances et du soutien,.

## Tradition Igbo
Les Igbos sont à l’origine de la tradition qui est aujourd’hui pratiquée dans de nombreuses régions du Nigéria. Cette coutume prévoit des soins particuliers pour les nouvelles mères et les mères allaitantes. Les soins post-partum sont encouragés dans la culture Igbo car il est important pour une nouvelle mère de se reposer suffisamment pour pouvoir retrouver ses forces. L'ọmụgwọ est l’une des traditions igbo les plus importantes et les plus anciennes.

## Comment se pratique l'ọmụgwọ
L'ọmụgwọ commence souvent après l'accouchement. Il est de la responsabilité de la grand-mère d'éduquer ou de guider la nouvelle mère sur le type d'aliments qu'elle mange pour aider à la production de lait maternel, la nouvelle mère sera également massée avec de l'eau chaude régulièrement.
Après la naissance du bébé, la grand-mère aidera la nouvelle maman à se masser elle-même et à masser son corps. Le massage à l’eau chaude consiste à tremper une serviette dans de l’eau chaude et à l’utiliser pour masser le ventre de la nouvelle maman. Le bain de siège est également une pratique importante pour la mère d'un nouveau-né si celle-ci a eu un accouchement vaginal et présente une déchirure du périnée. S'asseoir dans de l'eau chaude aide à guérir correctement les organes internes,. Au cours de ce processus, la mère ou la belle-mère est impliquée dans de nombreuses tâches ménagères, prenant soin à la fois de la mère et du bébé. La nouvelle mère recevra des aliments épicés tels que de la soupe au poivre préparée avec des épices locales pour aider à éliminer les caillots sanguins indésirables de son corps et à stimuler la production de lait. L'akamu est également une autre option d'alimentation pour la mère car il aide à produire du lait maternel. L'akamu est une céréale locale fabriquée à partir de céréales comme le maïs, le sorgho, le maïs de Guinée, etc.,
À la fin de l'ọmụgwọ, la grand-mère reçoit un cadeau en guise de remerciement de la part des nouveaux parents alors qu'elle rentre chez elle. Ces cadeaux peuvent prendre la forme de vêtements, de savon, de nourriture, d’argent et d’autres choses matérielles.